# Ozineus barbiflavus
Ozineus barbiflavus là một loài bọ cánh cứng trong họ Cerambycidae.